# Minardi M186
Minardi M186 – bolid teamu Minardi na sześć ostatnich wyścigów sezonu 1986 dla Andrei de Cesarisa. Bolid zadebiutował podczas Grand Prix Węgier 1986. Samochód napędzany był turbodoładowanym silnikiem Motori Moderni.

## Wyniki
| Legenda oznaczeń w tabelach wyników Wyświetl szablon na nowej stronie | Legenda oznaczeń w tabelach wyników Wyświetl szablon na nowej stronie                                                                     |
| Oznaczenie                                                            | Wyjaśnienie |
| --------------------------------------------------------------------- | --- |
| Złoty                                                                 | Zwycięzca lub mistrzostwo |
| Srebrny                                                               | 2. miejsce lub wicemistrzostwo |
| Brązowy                                                               | 3. miejsce lub II wicemistrzostwo |
| Zielony                                                               | Ukończył, punktował (w klasyfikacji generalnej, gdy zdobył co najmniej jeden punkt na przestrzeni sezonu, poza trzema powyższymi opcjami) |
| Niebieski                                                             | Ukończył, nie punktował (w klasyfikacji generalnej, gdy nie zdobył co najmniej jednego punktu na przestrzeni sezonu)                      |
| Czerwony                                                              | Nie zakwalifikował się (NZ) |
| Czerwony                                                              | Nie prekwalifikował się (NPK) |
| Różowy                                                                | Nie ukończył (NU) |
| Różowy                                                                | Niesklasyfikowany (NS) (w klasyfikacji generalnej, gdy nie został sklasyfikowany w żadnym wyścigu sezonu)                                 |
| Czarny                                                                | Zdyskwalifikowany (DK) |
| Czarny                                                                | Wykluczony (WYK/EX) |
| Biały                                                                 | Nie wystartował (NW) |
| Biały                                                                 | Kontuzjowany (K/INJ) |
| Biały                                                                 | Wyścig odwołany (OD/C) |
| Bez koloru                                                            | Został wycofany (WYC/WD) |
| Bez koloru                                                            | Nie przybył (NP/DNA) |
| Bez koloru                                                            | Nie brał udziału w treningach (NT/DNP) |
| Bez koloru                                                            | Nie został zgłoszony (–) |
| Pogrubienie                                                           | Start z pole position |
| Kursywa                                                               | Najszybsze okrążenie wyścigu |
| †                                                                     | Nie ukończył, ale jego rezultat został zaliczony ze względu na przejechanie więcej niż 90% dystansu wyścigu.                              |
| *                                                                     | Sezon w trakcie |
| 1/2/3                                                                 | Punktowana pozycja w sprincie kwalifikacyjnym                                                                                             |
| Lista systemów punktacji Formuły 1                                    | |

| Sezon | Konstruktor | Kierowca          | Wyniki kierowcy | Wyniki kierowcy | Wyniki kierowcy | Wyniki kierowcy | Wyniki kierowcy | Wyniki kierowcy | Wyniki kierowcy | Wyniki kierowcy | Wyniki kierowcy | Wyniki kierowcy | Wyniki kierowcy | Wyniki kierowcy | Wyniki kierowcy | Wyniki kierowcy | Wyniki kierowcy | Wyniki kierowcy | Wyniki kierowcy | Wyniki kierowcy |
| 1986  |             |                   | BRA             | ESP             | SMR             | MCO             | BEL             | CAN             | USE             | FRA             | GBR             | DEU             | HUN             | AUT             | ITA             | PRT             | MEX             | AUS             | Punkty          | Pozycja         |
| ----- | ----------- | ----------------- | --------------- | --------------- | --------------- | --------------- | --------------- | --------------- | --------------- | --------------- | --------------- | --------------- | --------------- | --------------- | --------------- | --------------- | --------------- | --------------- | --------------- | --------------- |
| 1986  | Minardi     | Andrea de Cesaris |                 |                 |                 |                 |                 |                 |                 |                 |                 |                 | NU              | NU              | NU              | NU              | 8               | NU              | 0               | 24              |